# Sévenne
Die Sévenne ist ein Fluss in Frankreich, der im Département Isère in der Region Auvergne-Rhône-Alpes verläuft. Sie entspringt beim Weiler Le Fayet im Gemeindegebiet von Valencin, entwässert generell Richtung Südwest und mündet nach rund 22 Kilometern im Gemeindegebiet von Vienne als linker Nebenfluss in die Rhône, die hier die Grenze zum benachbarten Département Rhône bildet.

## Orte am Fluss
(Reihenfolge in Fließrichtung)
- Valencin
- Saint-Just-Chaleyssin
- Luzinay
- Villette-de-Vienne
- Chuzelles
- Estressin, Gemeinde Vienne

## Sehenswürdigkeiten
Südlich von Saint-Just-Chaleyssin und Luzinay befindet sich am Flussufer ein Naturschutzgebiet.